# Lebowakgomo
Lebowakgomo este un oraș din Africa de Sud.